# Législature nationale (Soudan)
Pour les articles homonymes, voir Législature nationale.
Assemblée actuellement dissoute
Bâtiment du Parlement soudanais
La Législature nationale (en anglais : National Legislature ; en arabe : التشريعية الوطنية (Al-Majlis Al-Tachirii)) désigne le parlement bicaméral du Soudan. Elle est composée de deux chambres :
- Une chambre basse, l'Assemblée nationale (Majlis Watani). Elle remplace l'ancien parlement et est composée de 426 membres ;
- Une chambre haute, le Conseil des États (Majlis Wlayat). Ce dernier est composé de 50 membres élus au suffrage indirect par les législatures des États.

Tous les membres siègent pour une période de cinq ans. 
À la suite du coup d'État de 2019 la législature nationale est dissoute. Elle est remplacée par le Conseil législatif de transition pendant la période de transition démocratique du pays qui doit durer jusqu'en 2022.